# فرودگاه سنت آنتونی
فرودگاه سنت آنتونی (به انگلیسی: St. Anthony Airport) یک فرودگاه همگانی باربری با کد یاتا YAY است که یک باند فرود آسفالت دارد و طول باند آن ۱۲۱۹ متر است. این فرودگاه در کشور کانادا قرار دارد و در ارتفاع ۳۳ متری از سطح دریا واقع شده است.

## شرکت‌های هواپیمایی و مقصدهای پروازی
| شرکت‌های هواپیمایی | مقصدهای پروازی                                                                                           |
| ----------------- | --- |
| ایر لابرادور      | بلک تیکل، کارترایت، شارلوت‌تاوون، فاکس هاربور، سی‌اف‌بی گوس بی، ماریس هاربر، پورت هوپ سیمپسون، ولیامز هاربر |
| پروونشل ایرلاینز  | لوردز د بلانک سابلون، سی‌اف‌بی گوس بی، سنت جان، وابش                                                       |